# Ріджентс-парк (станція метро)
51°31′24″ пн. ш. 0°08′48″ зх. д. / 51.523333° пн. ш. 0.146667° зх. д.

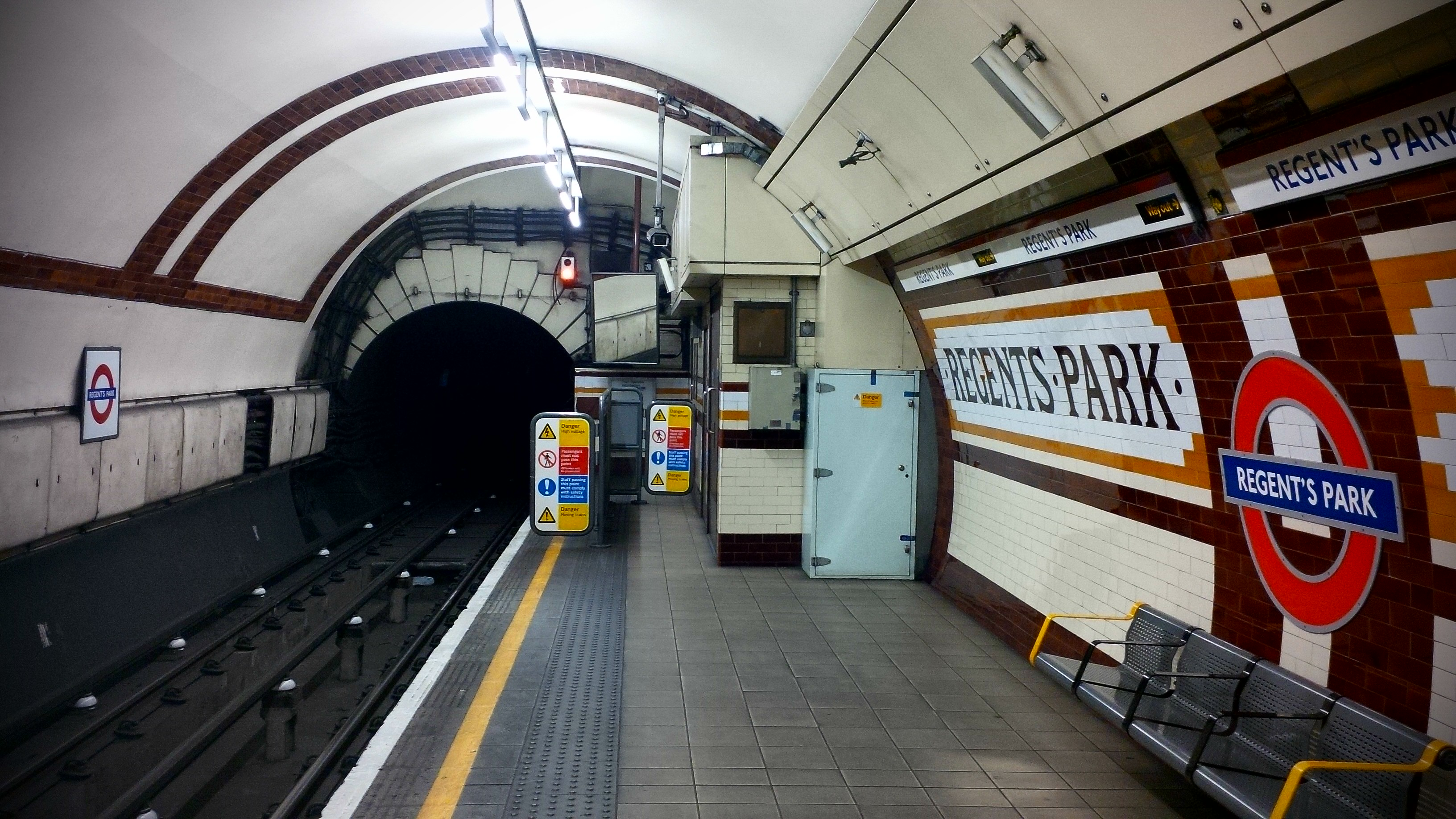
Платформа метростанції Ріджентс-парк

Ріджентс-парк (англ. Regent's Park) — станція лінії Бейкерлоо Лондонського метро, розташована у Ріджентс-парк, Мерілебон, Вестмінстер, між станціями Бейкер-стріт та Оксфорд-серкус. Станція належить до 1-ї транспортної зони. У 2017 році пасажирообіг станції становив 3.61 млн осіб
Станція була відкрита 10 березня 1906 року у складі Baker Street & Waterloo Railway.
10 липня 2006 — 14 червня 2007 року станція метро була закрита через ремонт. 
Усього за 200 м на схід знаходиться станція метро Грейт-Портланд-стріт, але із нею немає прямого підземного сполучення.

## Пересадки
Пересадки на автобуси маршрутів: 18, 27, 30, 88, 205, 453, C2 та нічного маршруту: N18. 

## Туристичні пам'ятки розташовані поруч
- Ріджентс-парк
- Королівська музична академія
- Королівський коледж лікарів
- Церква Святої Трійці
- Портленд-плейс
- Гарлі-стріт